# Torsten Bjerlöw
Torsten Emil Ernst Bjerlöw, född den 20 augusti 1905 i Värnamo, död den 27 december 1996 i Stockholm, var en svensk ämbetsman.
Bjerlöw avlade studentexamen i Stockholm 1924 och juris kandidatexamen 1928. Han genomförde tingstjänstgöring i Stockholms och Norrköpings rådhusrätter 1929–1932. Bjerlöw blev amanuens vid fångvårdsstyrelsen 1932, vid riksgäldskontoret 1933, notarie där 1935, byråsekreterare 1944 och förste byråsekreterare 1948. Han var riksgäldssekreterare och byråchef där 1950–1971 samt riksgäldsdirektörens ersättare 1960–1971. Bjerlöw var sekreterare i kommittéer och statliga utredningar. Han utgav Riksdagens årsbok 1938–1973. Bjerlöw blev riddare av Vasaorden 1953 och kommendör av Nordstjärneorden 1965. Han vilar på Galärvarvskyrkogården i Stockholm.